# Tiêu Giang
Tiêu Giang (chữ Hán phồn thể: 椒江區, chữ Hán giản thể: 椒江区, âm Hán Việt: Tiêu Giang khu) là một quận thuộc địa cấp thị Thai Châu, tỉnh Chiết Giang, Cộng hòa Nhân dân Trung Hoa. Tiêu Giang có diện tích 276 km², dân số 470.000 người. Mã số bưu chính là 318000. Chính quyền nhân dân quận đóng ở số 404, đường Thanh Niên, nhai đạo Hải Môn. Về mặt hành chính, quận Tiêu Giang được chia ra 8 nhai đạo, 1 trấn. Tổng cộng có 6 khu cư dân, 275 thôn hành chính.
- Nhai đạo biện sự xứ: Hải Môn, Bạch Vân, Gia Chỉ, Hồng Gia, Thảo An, Hạ Trần, Tam Giáp, Tiền Sở.
- Trấn: Đại Trần.